# Утевский, Лев Самойлович
Лев Само́йлович Уте́вский (1897—1960) — советский писатель, историк русской литературы XIX века, издатель, драматург.

## Биография
Родился в Санкт-Петербурге. Его отец — мелкий служащий, родом из-под Гомеля. Окончил юридический факультет Петроградского университета. Путешествовал по Италии и Германии. Под влиянием А. Ф. Кони проникся интересом к истории русской культуры и литературы.
Один из основателей и секретарь Тургеневского общества, существовавшего в начале 1920-х гг. при Институте русской литературы Академии наук (Пушкинский дом), под председательством А. Ф. Кони (ул. Бассейная, 39). Совладелец издательства «Атеней» при Пушкинском доме, открывшего русскоязычному читателю С. Цвейга-новеллиста. В 1925—1928 гг. главный редактор издательства Время; сменил Г. П. Блока, арестованного по «лицейскому делу». Во «Времени» вышло несколько книг в переводе Утевского. Издательство выступило на его стороне в конфликте с В. Пястом, утверждавшим, что перевод части вышедшего во «Времени» в 1926 году под редакцией Утевского романа Я. Вассермана «Каспар Гаузер» без указания имени переводчика был сделан им для «Атенея» и опубликован «Временем» незаконно.
Состоял во Всероссийском союзе писателей, Союзе писателей СССР.
Брат правоведа Бориса Утевского.

## Творчество
Автор биографических исследований о Тургеневе и Гончарове. Книга «Молодые годы Ивана Тургенева» издана спустя 57 лет после смерти автора с комментарием: «Книга, представляемая вниманию читателей, была написана более полувека назад. Работу над ней прервала смерть. Оставалось перепечатать набело пятьсот страниц машинописи с авторскими исправлениями, ещё раз выверить текст, подготовить примечания — вот, собственно, и все, что предрешило судьбу этой надолго забытой в семейном архиве Л. С. Утевского рукописи. Возможно, в ней могли появиться новые штрихи, несколько новых зарисовок, но композиция, ракурсы и, таким образом, авторское отношение к действующим лицам и событиям вряд ли могли измениться. Судя по последним правкам автора, его работа над рукописью напоминала работу скульптора: из огромного массива информации о Тургеневе он отбирал лишь то, что характеризовало „линию“ его жизни — „русского европейца“, яркого патриота и полуэмигранта» (И. П. Комиссарова).
Переводил П. Боста, Ш. Петти, Ш. Л. Филиппа, О. Бальзака.

## Произведения
- «Нахлебник» (К 70-летию пьесы) // БИРЮЧ Петроградских Государственных Театров. 1919. № 9. С.15-19.
- Неизданные письма Тургенева // БИРЮЧ Петроградских Государственных Театров. 1919. Сб. I. С.167.
- М. Г. Савина и болезнь Тургенева // БИРЮЧ Петроградских Государственных Театров. 1921. Сб. II. С.261-266.
- Смерть Тургенева. 1883—1923. Историко-литературный очерк. — Пг.: Атеней, 1923. — 88 с.
- Жизнь Гончарова. — М.: Федерация, 1931 (переиздание: М.: Аграф, 2000).
- Молодые годы Ивана Тургенева: Документальная повесть. — СПб.: Евразия, 2017.